# Верхняя Кичуга
Верхняя Кичуга — деревня в Великоустюгском районе Вологодской области.
Входит в состав Опокского сельского поселения (до 2014 года входила в Стреленское сельское поселение), с точки зрения административно-территориального деления — в Стреленский сельсовет.
Расстояние по автодороге до районного центра Великого Устюга — 48,5 км, до центра сельсовета Верхнего Анисимово — 8 км. Ближайшие населённые пункты — Кичуга, Нижняя Кичуга, Печерза.
По переписи 2002 года население — 87 человек (37 мужчин, 50 женщин). Всё население — русские.